# 차수권
차수권(車修權, 1956년 11월 6일 ~ )은 대한민국의 바둑 기사이다.

## 약력
부산 출신으로 1982년도 학초배 우승을 비롯하여 3∼4년간 아마 국수 10강전 및 아마 유단자대회 등을 통해 꾸준히 우수한 성적을 냈다. 1985년 아마추어 5단에서 프로 바둑에 입단했다. 1989년부터 2년 연속 신왕전 본선에 올랐고 1991년 제8기 박카스배 본선과 1993년 제2기 연승바둑 최강전 본선에 각각 진출하였다. 그리고 1996년 제14기 대왕전 본선과 1998년 제32기 왕위전 본선에 올랐다. 그후 경기도 고양시에서 이주하여 고양 일산 지역 바둑보급 활성화로 기여해 왔고, 2007년과 2013년, 6단과 7단을 거쳐 2020년에 8단으로 승단했다.